# Öster om Trattbergssjön naturreservat
Öster om Trattbergssjön naturreservat är ett marint naturreservat i Örnsköldsviks kommun i Västernorrlands län.
Området är naturskyddat sedan 2025 och är 23 hektar stort. Reservatet ligger nordväst om Björna och består av en nordsluttning med grannaturskog ner mot Trattbergsjöbäcken.